# Timo Pielmeier
Timo Pielmeier (* 7. července 1989 Deggendorf) je německý hokejový brankář.

## Kariéra
Do roku 2007 hrál v německých juniorských soutěžích Deutsche Nachwuchs Liga (DNL). Následující sezónu se přesunul do Ameriky ke klubu St. John’s Fog Devils a poté ke klubu Shawinigan Cataractes.
Při různých příležitostech hrával za německý národní hokejový tým juniorů. Zúčastnil mistrovství světa do 18 let v roce 2006 a také 2007. Roku 2008 na mistrovství světa juniorů v divizi 1A byl vyhlášen nejlepším gólmanem turnaje a výrazně pomohl k navrácení německého týmu do elitní skupiny.
Timo Pielmeier byl vybrán San Jose Sharks ve třetím kole, celkově 83., na vstupním draftu NHL v roce 2007, ale byl vyměněn k Anaheim Ducks v roce 2009. Roku 2009 startoval s Bakersfield Condors. Pro sezónu 2009/10 byl povýšen do klubu Syracuse Crunch v AHL. Pielmeier byl Ducks odvolaný v lednu 2011 a vyměněný v prosinci 2011 k New Jersey Devils.

## Úspěchy

### Týmové úspěchy
- Vítězství ve skupině A divize I MS juniorů – 2008